# Liste der Baudenkmale in Rehden
In der Liste der Baudenkmale in Rehden sind alle Baudenkmale der niedersächsischen Gemeinde Rehden aufgelistet. Die Quelle der  Baudenkmale ist der Denkmalatlas Niedersachsen. Der Stand der Liste ist der 13. März 2021.

## Allgemein
In den Spalten befinden sich folgende Informationen:
- Lage: die Adresse des Baudenkmales und die geographischen Koordinaten. Kartenansicht, um Koordinaten zu setzen. In der Kartenansicht sind Baudenkmale ohne Koordinaten mit einem roten Marker dargestellt und können in der Karte gesetzt werden. Baudenkmale ohne Bild sind mit einem blauen Marker gekennzeichnet, Baudenkmale mit Bild mit einem grünen Marker.
- Bezeichnung: Bezeichnung des Baudenkmales
- Beschreibung: die Beschreibung des Baudenkmales. Unter § 3 Abs. 2 NDSchG werden Einzeldenkmale und unter § 3 Abs. 3 NDSchG Gruppen baulicher Anlagen und deren Bestandteile ausgewiesen.
- ID: die Objekt-ID des Baudenkmales
- Bild: ein Bild des Baudenkmales, ggf. zusätzlich mit einem Link zu weiteren Fotos des Baudenkmals im Medienarchiv Wikimedia Commons. Wenn man auf das Kamerasymbol klickt, können Fotos zu Baudenkmalen aus dieser Liste hochgeladen werden:

## Rehden

### Gruppe: Hofanlage I Ehrling
Die Gruppe „Hofanlage I Ehrling“ hat die ID 34628093.

| Lage                                          | Bezeichnung              | Beschreibung                                                                               | ID       | Bild |
| --------------------------------------------- | ------------------------ | ------------------------------------------------------------------------------------------ | -------- | ---- |
| Wähaus-Ehrling 41 52° 36′ 16″ N, 8° 27′ 44″ O | Wohn-/Wirtschaftsgebäude | Das Zweiständer-Hallenhaus wurde im 18. Jahrhundert unter einem Krüppelwalmdach errichtet. | 34440937 | BW   |
| Wähaus-Ehrling 41 52° 36′ 14″ N, 8° 27′ 44″ O | Nebengebäude             | Das Fachwerkgebäude steht unter einem flachen Satteldach.                                  | 34440961 | BW   |
| Wähaus-Ehrling 41 52° 36′ 16″ N, 8° 27′ 42″ O | Baumbestand              | Der sog. Ehrlingshof ist von einem alten Baumbestand umgeben.                              | 34441024 | BW   |

### Gruppe: Hofanlage II Ehrling
Die Gruppe „Hofanlage II Ehrling“ hat die ID 34628112.

| Lage                                          | Bezeichnung              | Beschreibung                                                  | ID       | Bild |
| --------------------------------------------- | ------------------------ | ------------------------------------------------------------- | -------- | ---- |
| Wähaus-Ehrling 41 52° 36′ 12″ N, 8° 27′ 41″ O | Wohn-/Wirtschaftsgebäude | Das Zweiständer-Hallenhaus steht unter einem Krüppelwalmdach. | 34441003 | BW   |
| Wähaus-Ehrling 41 52° 36′ 12″ N, 8° 27′ 40″ O | Nebengebäude             | Das Fachwerkgebäude steht unter einem flachen Satteldach.     | 34440982 | BW   |

### Einzelbaudenkmale
| Lage                                             | Bezeichnung              | Beschreibung | ID       | Bild           |
| ------------------------------------------------ | ------------------------ | --- | -------- | -------------- |
| B 214, km 44 52° 36′ 44″ N, 8° 28′ 6″ O          | Grenzstein               | Der kleine Stein mit einem rechteckigen Querschnitt hat einen gewölbten Kopf und markiert die Grenze der Zuständigkeiten der Straßenmeisterei Diepholz und Wagenfeld. | 34441114 | BW             |
| Lohauser Straße 10 52° 36′ 50″ N, 8° 30′ 19″ O   | Wohn-/Wirtschaftsgebäude | Das Zweiständer-Hallenhaus wurde im ausgehenden 19. Jahrhundert errichtet. | 34441045 | BW             |
| Wagenfelder Straße 1 52° 36′ 35″ N, 8° 28′ 56″ O | Kirche                   | Die evangelische Kirche Zum Guten Hirten Rehden wurde 1874 nach Plänen von C. W. Hase im neugotischen Stil erbaut. Es ist eine Kirche mit Querhaus, Westturm und eingezogenem Chor. Im Inneren befindet sich eine Empore über drei Seiten. Im Chor mit einem 5/8-Schluss, befinden sich Glasmalereien aus dem Jahr 1903 von Henning & Andres, Hannover. | 34441089 | Weitere Bilder |
| Wagenfelder Straße 1 52° 36′ 35″ N, 8° 28′ 55″ O | Kriegerdenkmal           | Auf einem Podest befinden sich jeweils Ecksäulen, die eine Platte mit einem Tatzenkreuz tragen. | 34441069 |                |

### Ehemalige Denkmale
| Lage                                 | Bezeichnung | Beschreibung | ID       | Bild |
| ------------------------------------ | ----------- | --- | -------- | ---- |
| Mühlenweg 52° 36′ 35″ N, 8° 28′ 8″ O | Mühle       | Die frühere Galerieholländer-Windmühle (Winkelmannsche Mühle oder Mühle Wähaus) wurde 1862 nach Abbruch der früheren Mühle errichtet. 2016 wurde die Mühle abgebrochen. | 47317956 |      |